# 山口淳 (実業家)
山口 淳（やまぐち じゅん、1965年6月16日 - ）は、千葉県出身の日本の実業家。三菱製鋼取締役常務執行役員を経て、同社代表取締役社長執行役員。
明治学院大学経済学部商学科卒。

## 経歴
- 1989年4月 -  三菱製鋼入社
- 2009年9月 -  ばね事業部ばね営業部長
- 2014年4月 -  ばね事業部副事業部長
- 2016年10月 - 事業企画部営業企画部長
- 2017年7月 -  事業企画部長
- 2019年6月 -  取締役、事業企画部・資材部担当
- 2020年3月 -  取締役、ばね事業・事業企画部・資材部担当
- 2021年6月 -  取締役常務執行役員、企画統括部・資材部・システム部担当
- 2022年6月 -　代表取締役社長執行役員[2]